# 卢乘
卢乘（？—？），宋朝政治人物。
卢乘曾于1078年接替沈辽任华亭县知县一职，1081年由周衮接任。